# 弗里德里希·阿格兰德
弗里德里希·威廉·奥古斯特·阿格兰德（德語：Friedrich Wilhelm August Argelander，1799年3月22日—1875年2月17日），普鲁士天文学家，编辑出版了波恩星表。

## 生平
阿格兰德1799年出生于東普鲁士的梅梅爾（今立陶宛的克萊佩達），父亲是德国人，母亲是芬兰人。阿格兰德曾师从德国著名天文学家贝塞尔，1822年在柯尼斯堡取得物理学博士学位。
1823年到1837年，阿格兰德在芬兰数个天文台担任领导人，后前往波恩。在那里他与普鲁士国王腓特烈·威廉四世建立了良好的私人友谊，成为波恩天文台的台长，进行了天体测量的工作。在他和同事们的努力下，1852年到1859年间，波恩天文台发表了波恩星表，记载了324,189颗恒星的位置，是照相术发明以前最完整的一份星表。阿格兰德还是早期研究变星的天文学家之一。
1863年他发起了德国天文学会。1875年阿格兰德在波恩去世。为纪念他，第1551号小行星以及月球上的一座环形山都以他的名字命名。
2006年，波恩大学成立了阿格兰德天文研究所。